# Призрак едет на Запад
«Призрак едет на Запад» (англ. The Ghost Goes West, фр. fantome a vendre, 1935) — английский  художественный фильм французского кинорежиссёра Рене Клера. Экранизация произведения, автор которого — Эрик Кьюн.

## Сюжет
Пегги Мартин, дочь богатого американского бизнесмена, уговаривает своего отца купить старинный шотландский замок у Дональда Глори, разобрать его до последнего кирпичика и, погрузив на корабль, перевезти во Флориду. Неотъемлемой частью сделки является привидение, которое обитает в замке несколько сотен лет. Мёрдок Глори, именно так звали привидение при жизни, погиб в результате несчастного случая в XVIII веке.
Чтобы обрести покой, Мёрдок Глори должен добиться того, чтобы потомок вражеского ему рода МакЛагенсов признал, что один Глори стоит пятидесяти МакЛагенсов.     
Между нынешним хозяином замка, Дональдом, и Пегги завязываются романтические отношения.

## Интересные факты
- В 1936 году Рене Клер был номинирован на престижную премию «Кубок Муссолини», присуждавшуюся на Венецианском кинофестивале вплоть до 1942 года.